# Paul Hait

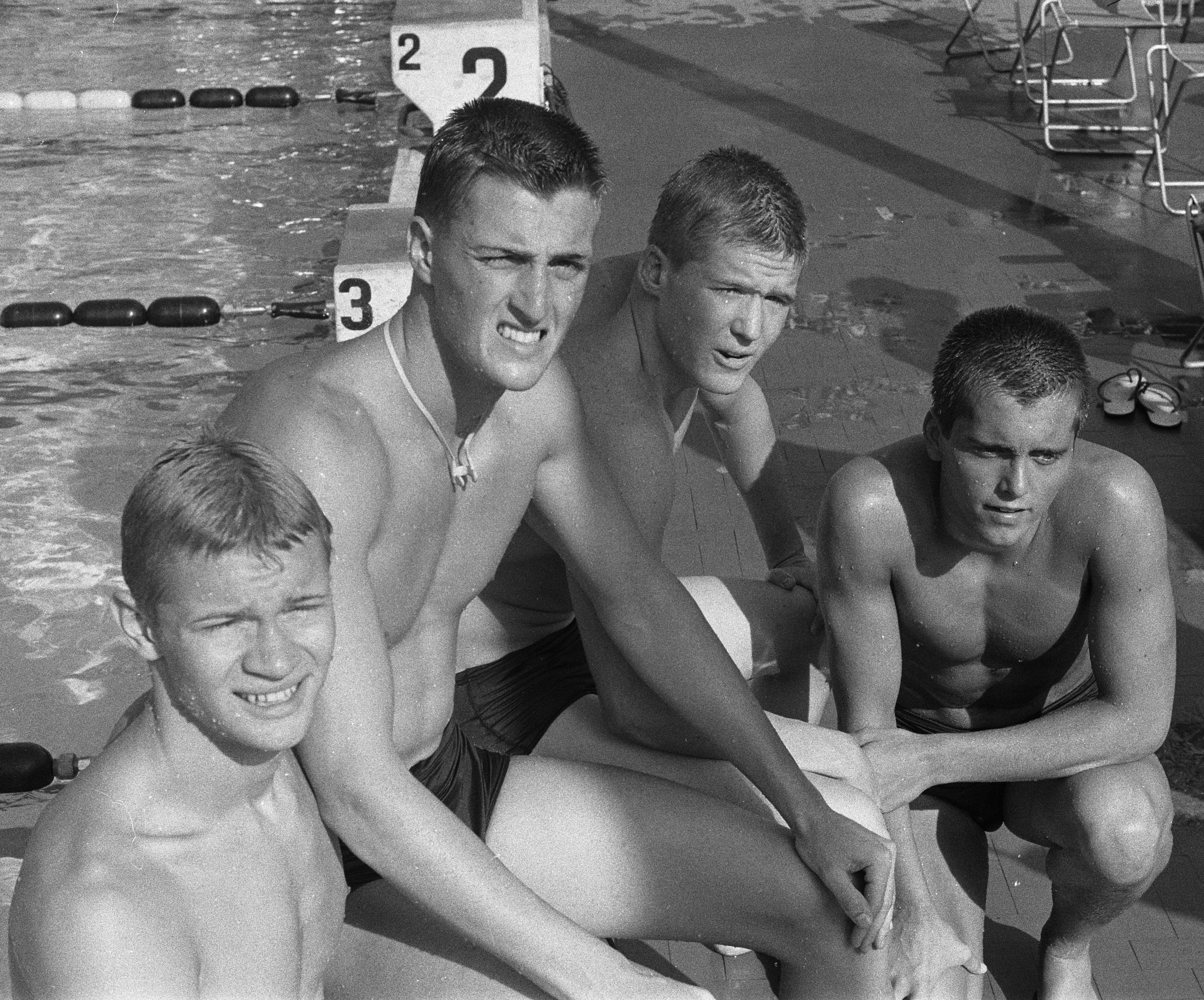
Von links nach rechts: Bennett, Hait, Clark, Gillanders schwammen im Vorlauf bei den Olympischen Spielen 1960 einen Weltrekord

Paul William Hait (* 25. Mai 1940 in Pasadena, Kalifornien) ist ein ehemaliger Schwimmer aus den Vereinigten Staaten. Er gewann 1960 eine olympische Goldmedaille mit der Lagenstaffel.

## Karriere
Paul Hait vom Santa Clara Swim Club erreichte bei den Olympischen Spielen 1960 in Rom das Finale über 200 Meter Brust und belegte den achten Platz in einem Rennen, in dem sein Landsmann Bill Mulliken Olympiasieger wurde. In Rom stand erstmals die 4-mal-100-Meter-Lagenstaffel auf dem olympischen Programm. Im Vorlauf schwammen Robert Earl Bennett, Paul Hait, Dave Gillanders und Stephen Clark sechs Sekunden schneller als die zweitschnellste Staffel aus Australien. Das Finale wurde erst fünf Tage später ausgetragen. Frank McKinney, Paul Hait, Lance Larson und Jeff Farrell schwammen in 4:05,4 Minuten einen neuen Weltrekord und hatten im Ziel erneut sechs Sekunden Vorsprung vor der australischen Staffel. Entsprechend den damals gültigen Regeln erhielten nur die Staffelmitglieder eine Medaille, die im Finale mitgeschwommen waren.